# Глобус (театр)

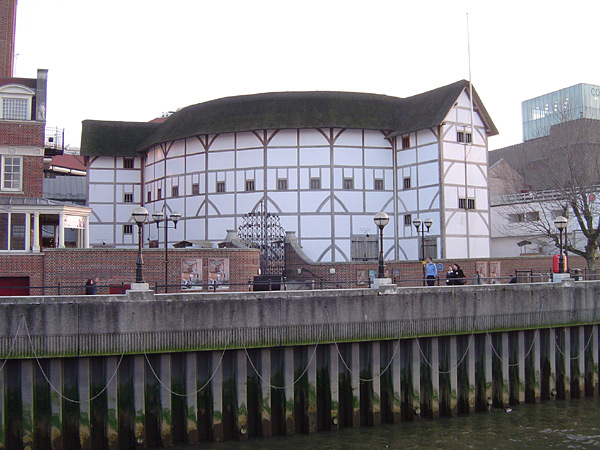
Відновлений «Глобус»

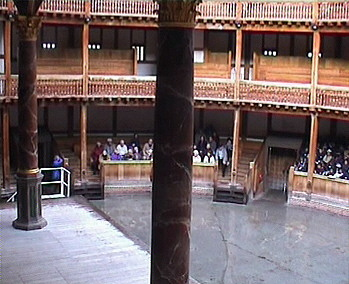
Вигляд з галереї

«Глобус» (англ. The Globe) — театр у Лондоні, який існував:
1. У 1599—1613 роках, до нього належав Вільям Шекспір, знищений пожежею 1613 року.
2. У 1614—1642 роках, відновлений після пожежі, закритий і знесений 1644 року пуританами.
3. З 1997 року, збудований неподалік за проєктами історичного.

## «Глобус» часів Шекспіра
«Глобус» був власністю багатьох акторів, які (за винятком одного) були також акціонерами Lord Chamberlain's Men. Двоє із шести акціонерів «Глобуса», Річард Бербедж і його брат Кутберт Бербедж, були власниками подвійної кількості часток акцій по 24 % кожний. Інші чотири актори, Вільям Шекспір, Джон Хемінгс, Августин Філіпс і Томас Поуп, мали одинарні частки по 12,5 %. Ці початкові пропорції змінилися згодом, коли приєдналися нові акціонери. Частка Шекспіра протягом його професійної діяльності зменшилася з 1/8 до 1/14. Тут вперше було поставлено багато його творів.
«Глобус» був побудований в 1599 році з використанням дерев'яних конструкцій попереднього театру (першого загальнодоступного лондонського театру), що називався просто «Театр» і був побудований батьком Річарда Бербеджа, Джеймсом Бербеджем, в Шордичі в 1576 році. Бербеджі спочатку орендували місце, на якому був побудований «Театр», на 21 рік. В 1598 році власник землі, на якій розташовувався «Театр», підвищив орендну плату. Бербеджи демонтували «Театр» й перевезли його до Темзи, де він був зібраний знову, вже як «Глобус».
«Глобус» являв собою круглий (або 18-20-кутний) амфітеатр, в якому могли розміститись до 3000 осіб. В театрі передбачалися дешеві стоячі та дорожчі сидячі місця, розташовані у три ряди. Сцена мала розміри 12x8 метрів і двоє дверей для виходу акторів. Дах розміщувався лише над сценою і був пофарбований у кольори неба, дах також мав люк, через який актори могли спускатися на сцену за допомогою мотузок. На даху була встановлена статуя Атланта, що тримав на своїх плечах земну кулю. Надпис над входом говорив «Totus mundus agit histrionem», тобто «Цілий світ грає якусь роль».
У липні 1613 року театр «Глобус» згорів під час спектаклю «Генріх VIII». Причиною пожежі стала театральна гармата, що дала осічку і запалила дерев'яні балки й дах із соломи.

## 1614—1642 роки
1614 року театр було відновлено. Проте, як і більшість інших театрів, «Глобус» був закритий пуританами. Через два роки він був знесений, щоб підготувати місце для будівництва прибуткових будинків. Його точне місце розташування залишалося невідомим доти, поки в 1989 році залишки його фундаменту не були виявлені під автостоянкою «Anchor Terrace» на Парк-Стріт (контур фундаменту повторений на поверхні автостоянки). Під Anchor Terrace можуть бути й інші залишки театру, але тераса XVIII століття внесена в список історичних цінностей й, отже, не може бути досліджена археологами.

## Сучасний «Глобус»
Новий театр «Шекспірівський Глобус» («Shakespeare's Globe») був збудований за 205 м від історичного «Глобуса». Театр має сцену, яка виступає, що видається у величезний круглий двір, оточений сидячими місцями на трьох круто нахилених ярусах. Під дахом знаходяться тільки сцена та сидячі місця, тоді як стоячі розташовані просто неба. Як і історичний, театр має солом'яний дах, ставши першою подібною будівлею Лондона після заборони солом'яних дахів 1666 року.
Спектаклі даються лише у теплу пору року (з травня по жовтень). Подібні театри у XX столітті були споруджені в ряді міст США, Німеччини, а 2003 року також у Римі.